# Abbaye de Saint-Vincent-aux-Bois à Saint-Maixme-Hauterive
L'abbaye royale de Saint-Vincent-aux-Bois était située à 21 lieues de Paris, dans le diocèse de Chartres, au nord-ouest de Châteauneuf-en-Thymerais en plein milieu des bois, ce qui lui a valu son nom. C'était une abbaye d'hommes qui obéissait à la règle de saint Augustin et qui regroupait des chanoines réguliers, dits génovéfains ou chanoines de Sainte-Geneviève. 
Le fondateur et les bienfaiteurs de l'abbaye sont les membres de la puissante famille féodale des seigneurs de Châteauneuf et de Brezolles. 
L'origine de l'abbaye remonte au milieu du XIe siècle, époque où Gervais, seigneur de Châteauneuf, fait édifier dans les bois un oratoire dédié à saint Vincent que l'évêque de Chartres confie à des ermites. Ce modeste oratoire cède la place à une abbaye florissante. Mais deux incendies vont mettre fin à son essor: un premier incendie au début de la guerre de Cent Ans et un second pendant les guerres de Religion en 1562. Elle reste en ruines pendant un siècle avant d'être reconstruite sous l'égide de l'abbé Léon de Loynes, nommé abbé de Saint-Vincent le 9 janvier 1671. Suit une période de relative prospérité puis de déclin.
À la Révolution, le 31 juillet 1791, elle est vendue comme bien national à François-Marie-Simon de Pâris de Mainvilliers qui a alors 27 ans. Il transforme la demeure abbatiale en château. Celui-ci sera démoli et remplacé en 1884 par un château dans le goût de l'époque qui sera à nouveau démoli, cette fois par l'actuelle propriétaire du domaine.
De nos jours, il ne subsiste de l'ancien domaine monastique que la grande allée qui y menait ainsi que les grilles et piliers de briques qui enserrent dorénavant la ferme de Saint-Vincent, sise dans la commune de Saint-Maixme-Hauterive dans le département d'Eure-et-Loir, entre la D 138 et la D 939. 

## Débuts difficiles de l'abbaye

### De la fondation à sa destruction
Vers le milieu du XIe siècle quelques ermites s'établissent dans les bois du Thimerais et c'est tout naturellement à eux que l'évêque de Chartres confie en 1066 l'oratoire dédié au martyr saint Vincent que Gervais, seigneur de Châteauneuf, a fait édifier.
Vers 1130, son fils Hugues II , se charge d'ériger une abbaye en y faisant venir abbé et chanoines réguliers. Dans les dernières années de sa vie, il veut sans doute se racheter devant Dieu de ses péchés et brigandages, ce qui était usuel à l'époque. En 1212, à son retour de croisade, son petit-fils, Gervais II, rapporte de Terre Sainte un certain nombre de reliques dont il fait don à l'abbaye : un doigt de saint Nicolas, la main droite de saint Jacques, un morceau de bois de la vraie croix et la tête de saint Christophe. 
L'abbaye de Saint-Vincent-aux-Bois ne cesse de s'enrichir grâce aux libéralités des seigneurs de Châteauneuf et de leurs vassaux. En 1222, Hervé, seigneur de Brezolles, frère du seigneur de Châteauneuf, offre une rente annuelle à l'abbaye, contre des prières au jour d'anniversaire et pour l'âme de son frère, évêque de Nevers. En 1327, Étienne de la Roche cède à l'abbaye 330 hectares de bois d'un seul tenant. 
La communauté des chanoines s'agrandit et partout, leurs services sont demandés. En 1212, Robert III, comte de Dreux, demande et obtient de l'abbé de Saint-Vincent deux chanoines pour desservir l'autel qu'il a fondé à Dreux en l'honneur de la bienheureuse Marie-Madeleine. En échange, il donne pour le service de l'église et la nourriture des chanoines les vignes du Valgelé. Plus tard, l'abbé Pierre des Pavillons propose au bailli de Breteuil de recevoir Nicolas du Coudray comme  prieur et chapelain de la chapelle du château de Breteuil. 
Mais deux incendies vont mettre fin à cette période de prospérité en ravageant l'église: celui du début de la guerre de Cent Ans, qui force l'abbé à se réfugier à l'abbaye Saint-Jean à Chartres et celui de 1562, pendant les guerres de religion, qui  force l'abbé et les religieux de Saint-Vincent à se retrancher à Dreux. La paix ne ramène pas la prospérité et pendant un siècle, l'église reste en ruines jusqu'à la nomination de l'abbé Léon de Loynes, fils de Jules de Loynes, secrétaire du roi.

### Reconstruction auXVIIesiècle

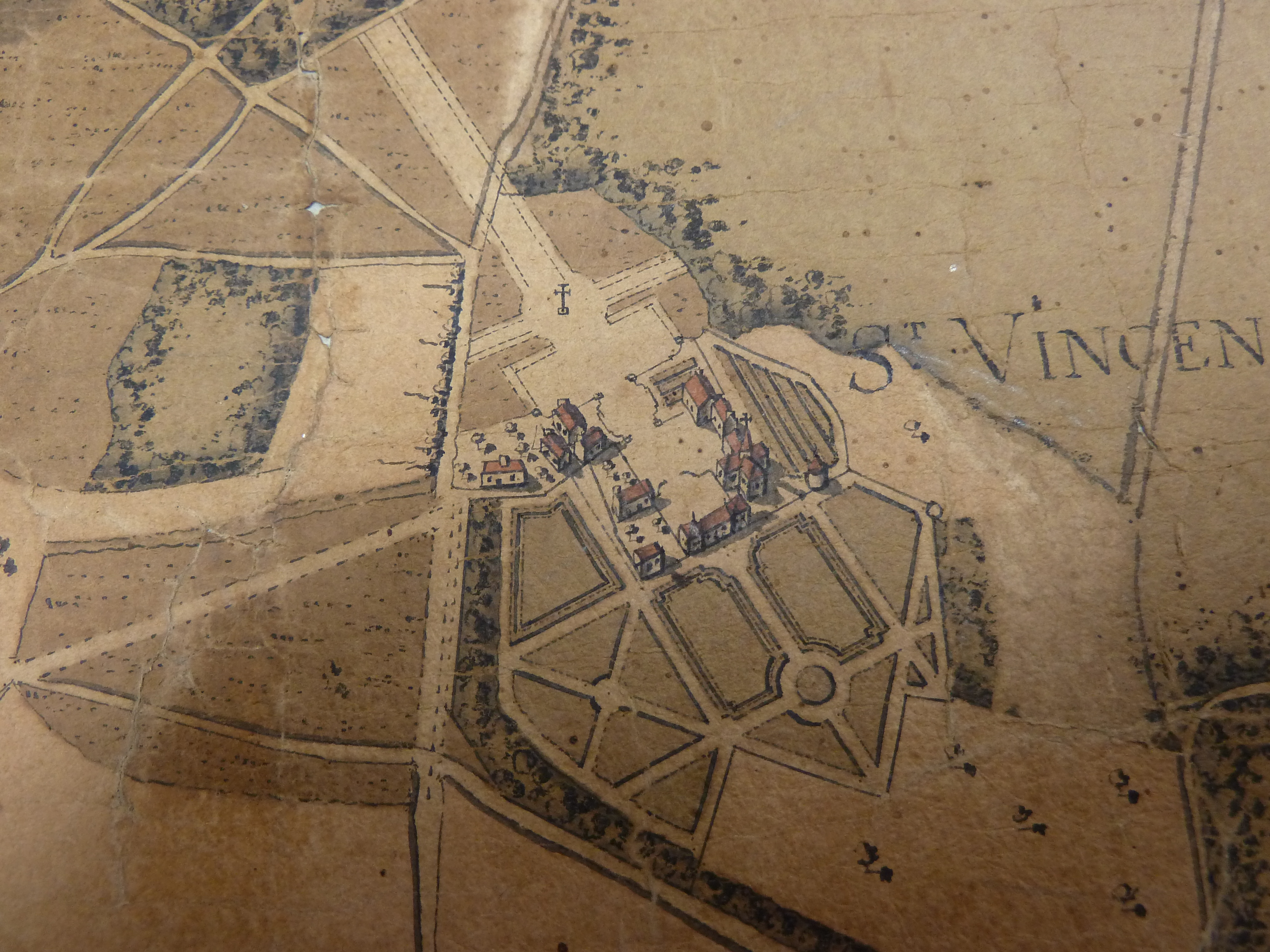
L'abbaye de Saint-Vincent-aux-Bois en vue cavalière. Détail du plan de la forêt de Châteauneuf-en-Thymerais, Archives départementales d'Eure-et-Loir.

Léon de Loynes, religieux profès de Sainte-Geneviève du Mont (8 mars 1663 reçoit le titre d'abbé de Saint-Vincent par brevet royal, le 26 décembre 1671. Il meurt à l'abbaye après avoir consacré quarante années à tout rebâtir, la maison conventuelle comme l'église de 100 pieds de longueur sur cinquante de largeur, y compris les deux bas-côtés de dix pieds chacun et à donner forme aux jardins. 
Sur son tombeau est gravée une épitaphe latine dont la traduction en français  est la suivante: 

« Ici repose le très-révérendissime Père Léon de Loynes, abbé et restaurateur de cette maison, homme que sa noblesse, ses vertus et ses talents rendaient cher aux grands et aux petits mais plus encore à Dieu.
Il rétablit sur des proportions plus vastes et plus belles les bâtiments et l'église de cette abbaye, autrefois incendiée par les hérétiques; pendant quarante années, il s'occupa de les relever depuis les fondements jusqu'au faîte. Il nivela de toutes parts le sol qui l'environnait et l'embellit de bois, de jardins et d'autres travaux magnifiques.
On le voyait en même temps, exemple de vertu antique, se contenter de peu pour vivre et sa sobriété allait jusqu'à se passer de vin. Comme il mettait à l'église la dernière main, épuisé enfin par tant de fatigues, la cruelle violence d'une maladie cachée qui éprouvait sa patience l'arracha de ce monde. Son visage tranquille, sa grande fermeté d'âme lui faisaient supporter le mal avec résignation et c'est ainsi que plus semblable à un homme vivant, il mourut au milieu de ses frères en pleurs et étonnés, le 7 des calendes de janvier 1707 dans la soixante-sixième année de son âge et la quarante-huitième de sa profession religieuse. »

## Possessions de l'abbaye

### Revenus
L'abbaye de Saint-Vincent obéit à la règle de saint Augustin, elle rassemble une communauté de chanoines liés par les vœux de pauvreté, chasteté et obéissance. Contrairement aux moines, les chanoines ne sont pas cloîtrés, ils assument la charge pastorale d'âmes au sein des cures vacantes et portent le titre de prieur. Leur prieuré se trouve sur le domaine foncier de Saint-Vincent. Les religieux, issus de l'abbaye, gèrent le prieuré sur place et envoient en contrepartie les revenus à l'abbaye. 
Dépendent de Saint-Vincent de multiples prieurés : Saint-Blaise des Chaises, Courdemanche, Saint-Rémy de Feuilleuse, Lamblore, Saint-Nicolas de la Ferté-Vidame, Saint-Léger de Louvilliers-en-Drouais, Saint-Laurent de Mainterne, Notre-Dame de Marville-les-Bois, Saint-Martin de Montigny-sur-Avre, Notre-Dame de La Mulotière, Neufville, Saint-Rémy de Revercourt, Saint-Jean-de-Rebervilliers, Saint-Ursin (paroisse de Saint-Rémy-sur-Avre), Sainte-Anne de La Saucelle et Saint-Maurice de Tardais. 
L'abbaye touche donc les dîmes versées par ces diverses paroisses et un grand nombre de rentes viagères. En outre elle dispose des droits seigneuriaux de haute et basse justice d'où découlent les redevances seigneuriales. Elle possède des maisons, des fermes, des moulins, des briqueteries, des prés, des bois, elle a le droit de chasse, de forage sur son fief, droits qu'elle sait défendre même contre Éléonor, la dame de Châteauneuf. Enfin, elle touche le cens en argent et les dîmes en muids de blé sur toutes les pièces de terre qui lui ont été cédées et dont faisaient partie Le Boullay-les-Deux-Églises, Saint-Sauveur et Levasville, Boutaincourt, Saulnières mais étrangement, pas Marville-les-Bois.

### Différend entre l'abbaye et la paroisse de Marville-les-Bois
La raison en est le conflit qui l'oppose au seigneur de Marville, Bernard de Montigny. Celui-ci s'appuie sur l'acte de 1252 pour réclamer la nomination d'un vicaire attaché à la chapelle du château. Or l'abbaye s'y refuse, prétextant le délabrement de la chapelle et l'insuffisance des revenus de la paroisse pour faire vivre deux religieux, l'un au prieuré, l'autre au château. Bernard de Montigny menace de présenter à l'évêque de Chartres deux prêtres séculiers qui auront tous les droits et revenus portés dans l'acte de fondation d'avril 1252. Le procès qu'il entame contre les abbés lui donne finalement raison.
En 1744-1745, ils sont déboutés faute de pouvoir produire des titres établissant leurs droits. La sentence est validée par l'abbé de Sainte-Geneviève le 16 mai 1747. Il semblerait que les rapports avec le prieuré de Marville aient toujours été tendus et que les religieux de Saint-Vincent n'aient pas hésité à recourir à la violence. En 1719 ils se faufilent dans le prieuré de Marville, à onze heures du soir, accompagnés de deux hommes armés d'un fusil et le curé, affolé, crie si fort que les habitants viennent à sa rescousse. Le 1er septembre 1790, le curé de Marville, François Desomme, leur réclame les papiers de la fabrique, les soupçonnant de s'en être emparés.

## Descriptif de l'abbaye auXVIIIesiècle

### Extérieur

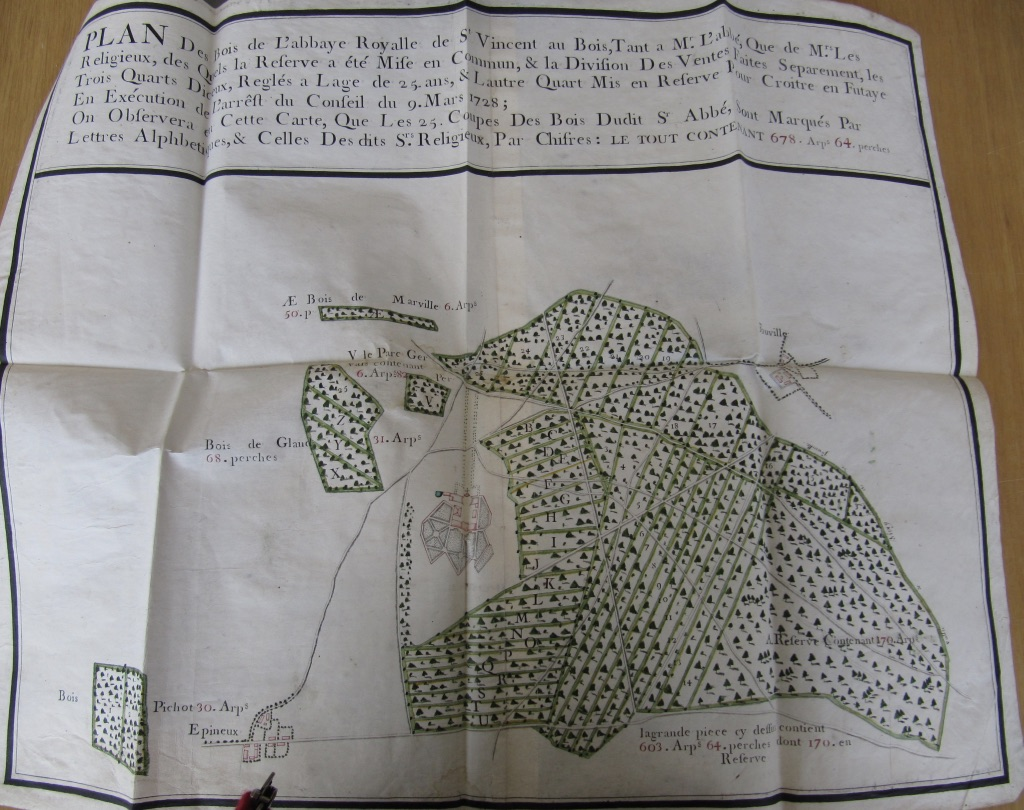
Plan ancien de l'abbaye aux Bois, Archives départementales d'Eure-et-Loir.

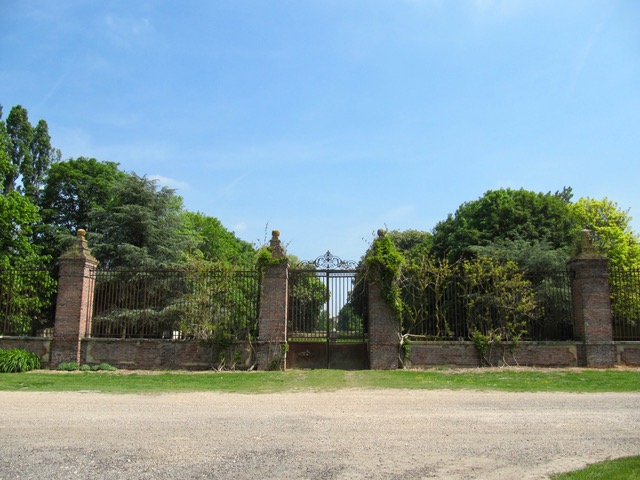
La grille actuelle du domaine de Saint-Vincent.

Une description minutieuse de l'abbaye et des réparations à y faire a été effectuée en 1759 par Claude Chambord, architecte à Chartres, et René Jacob Brisard, architecte à Maintenon.
Un inventaire des biens de la maison abbatiale dressé le 12 juillet 1790 fournit la disposition des lieux et de l'étendue du domaine :
L'église a sa nef séparée du chœur par des grilles et portes de fer. Le logement abbatial a environ 150 pieds de longueur et 30 de largeur, il est situé entre cour et jardin et occupe avec l'église et le cimetière deux arpents et demi. Dans le cimetière sont enterrés Claude Rousseau, garçon de basse-cour décédé à l'âge de 24 ans et François Frou, garde-chasse décédé à 32 ans. Les religieux sont quant à eux inhumés dans le chœur de l'église, ainsi l'abbé Aimé Jean Solu de Villeraul, décédé à 80 ans en 1758 ou le chanoine Claude-Pierre-François Buttin en 1763.

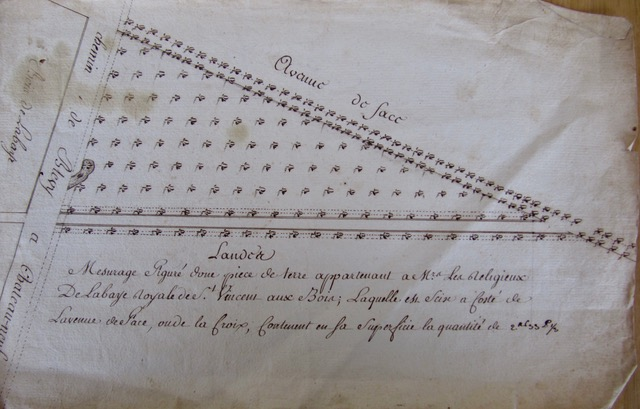
Dessin de l'allée menant à l'abbaye.

Dans la cour servant de basse-cour, au nord de l'église, se dressent le colombier, une grange avec une voiture à quatre roues et un vieux cabriolet, des écuries et étables avec deux chevaux et quatre vaches, quelques chambres de domestiques. La cour d'entrée, dite la cour du puits, est fermée de murs de pierres. La porte en bois donnant sur l'extérieur est à deux vantaux, moitié pleine, moitié grille, placée entre des grilles de fer, elles-mêmes séparées par des pilastres en briques. De chaque côté, il y a un pavillon, l'un attenant à la ferme, l'autre propre à l'abbé qui a ainsi un passage dans la cour du puits. L'avenue en face de l'abbaye est plantée de charmes, l'avant-cour non fermée sert de pâturage aux bestiaux du fermier. Seul le profit des arbres revient aux chanoines. 
L'abbaye dispose en tout de 351 arpents de bois, de 335 arpents et 33 perches de terre labourable et de 20 arpents de landes. Les terres sont affermées moyennant 3 000 livres payables à Noël et à la Saint-Jean. Le fermier est tenu de faire les charrois de bois et de vin nécessaires à la consommation de la maison, de charroyer les foins et les matériaux indispensables aux réparations de l'église, de la maison et de la ferme. En échange, il reçoit annuellement 18 couples de pigeons, leur fiente ainsi que le surplus de fumier de la basse-cour.
Les abbés ont à cœur de développer les revenus inhérents à l'abbaye. Le jardin, même si la terre est dite mauvaise, les fournit en légumes et fruits. L'abbé Aimé Jean Solu de Villerault ne doit pas juger la récolte suffisante puisqu'il cède, le 28 décembre 1746, une pièce de terre aux chanoines réguliers pour qu'ils en fassent une pépinière d'arbres fruitiers. Elle est située entre l'allée à la croix et la tuilerie et ne lui est d'aucune utilité, car pleine de ronces et de genêts. Il pose une condition : il se réserve la jouissance des arbres fruitiers existants et un quota d'arbres à leur levée, c'est-à-dire au moment où ils pourront être déplantés car assez grands.
Ce souci d'avoir un verger productif se manifeste  dans le contrat passé en 1757 avec l'entrepreneur retenu pour faire les réparations du gros œuvre. Il est sommé de fournir et de planter dans le jardin vingt-deux pêchers à basses tiges, de différentes espèces, un abricotier à haute tige, le long du grand espalier, quarante poiriers nains, de différentes espèces à couteau, dans les carrés du jardin, soixante-dix pommiers à haut vent dans les quinconces du jardin, le tout aux places vides. Il lui faut aussi réparer les bordures de buis nain des plates-bandes du grand espalier et de l'allée face à la porte d'entrée du jardin. Dans la cour d'entrée de l'abbatiale et de la tuilerie, il doit fournir et planter huit noyers sur le même alignement que ceux qui ont été abattus, cinq autres dans l'avant-cour sur le côté de la pépinière. On attend de lui enfin qu'il installe un banc de chêne à dos et accoudoirs à peindre en vert dans le jardin, à l'identique du précédent. La commande est précise et montre le soin apporté au jardin.

### Intérieur
La maison se compose de trois chambres d'hôtes, dont une entièrement boisée, l'autre garnie de tapisseries d'Aubusson, une troisième tapissée de papier. La salle de compagnie est toute en boiseries, elle est dotée d'un trumeau avec une glace, de huit fauteuils de tapisserie, six en soie, douze en paille. La salle à manger est également recouverte de boiseries et possède un grand poêle. Les chambres de maître sont au nombre de sept, dont seulement quatre sont habitées en 1790 avec les meubles nécessaires et convenables à la simplicité ecclésiastique. S'ajoutent huit chambres de domestiques.
La bibliothèque compte 160 volumes, 12 volumes in-folio, ouvrages de saint Augustin et saint Bernard, saint Jérôme et saint Ambroise, 164 in-quarto, 1124 in-12, in-16, in-21, tant reliés que brochés sur la morale et la théologie ainsi qu'une collection considérable de journaux.
Dans l'église, on remarque une grande croix de cuivre. Le sanctuaire est totalement parqueté, le fonds boisé, le chœur fermé de grilles. Près de l'autel est suspendu un grand tableau de la résurrection en grisaille d'après Van Loo. L'armoire contient un ciboire d'argent, un encensoir, un reliquaire en vermeil de forme ronde renfermant un morceau de la vraie croix supporté par deux anges en argent.
Tous ces bâtiments exigent de grosses réparations qui souvent tardent et n'en sont que plus importantes. Celles de 1757 sont détaillées dans un acte notarié. L'entrepreneur, Étienne Barrois, serrurier à Châteauneuf, est retenu parce qu'il n'exige pour les travaux à effectuer en 18 mois, que la somme de 2880 livres alors que le sieur Pourcin, son concurrent, demande 4000 livres. Il doit remplacer des portes, dont celle de l'écurie, refaire des jambages en brique et cailloux, repaver la porte de la chapelle, refaire des croisées, remplacer des verres, reboucher des baies, réparer des lambris et des sonnettes, faire de la maçonnerie extérieure comme intérieure et de la peinture là où c'est nécessaire.

## Confiscation du domaine à la Révolution

### Fermeture de l'abbaye
L'abbaye reçoit le 12 juillet 1790 la visite de M. Louis-Jean Pelletier, lieutenant général au bailliage de Châteauneuf, accompagné d'officiers municipaux chargés d'établir un inventaire des biens de la maison abbatiale dont l'abbé commendataire est M. de Carbonnières. Celui ci ne demeure pas à l'abbaye, il en touche les revenus mais il est avant tout l'aumônier du comte de Provence à qui il doit sa nomination d'abbé commendataire. C'est Nicolas Joseph Rossignol, prieur et chanoine régulier de l'ordre de Saint-Augustin et de la congrégation qui les reçoit. On lui demande de rassembler tous les chanoines qui résident à l'abbaye, ce qu'il fait sur le champ. Ils ne sont que quatre en tout: Joseph Dumeney (78 ans), Nicolas Bu de Chaubusson (51 ans), Hubert Simon Huré (47 ans) et lui-même (48 ans). 
L'abbaye a perdu de son importance au XVIIIe siècle. Édouard Lefèvre l'attribue au fait que le noviciat a été transféré à Chartres. Le nombre de religieux a chuté de dix-neuf à quatre. L'historien  va jusqu'à dire que l'abbaye a été dans les derniers temps « une maison de retraite et de correction destinée à soustraire du monde les religieux ayant une conduite déréglée ou vicieuse ». Des lieux d'expiation auraient été disposés à cet effet : à l'entrée des caves, il y aurait eu un caveau privé de tout jour et clos de doubles portes. En 1795, les caves auraient servi à l'extraction du salpêtre et on y aurait trouvé dans le dernier caveau et à peu de profondeur les corps entiers d'un homme et d'un enfant. Ensuite, le propriétaire, M. de Paris, les auraient converties en caveaux funéraires de famille. 
Après avoir réuni les quatre chanoines, le lieutenant général au bailliage indique son intention de faire mettre les scellés. Le prieur, le sieur Rossignol, demande que les scellés ne soient pas tout de suite posés à l'église car il veut y dire la messe jusqu'à la date autorisée. Il exprime le souhait que les chanoines désireux de rester dans leur ordre, ainsi que leur vieux domestique infirme, Jean-Louis Perdereau qui les a servis pendant trente ans, puissent rester encore à l'abbaye. 
Les chanoines Huré et Bu de Chaubusson choisissent de se retirer du couvent. Le directoire verse à chaque chanoine les émoluments pour l'année 1790 : 900 livres à Rossignol, 900 à Huré, 1000 à Chabusson et 1200 au plus âgé. Quant à l'abbé commendataire, René-Henri de Carbonnières, il se réfugiera au château familial de Boussac dans la Creuse où il sera arrêté en tant que prêtre réfractaire, puis incarcéré à la prison du Luxembourg et exécuté le 9 juillet 1794.

### Adjudications
Il est procédé à une première adjudication le 26 mars 1791 qui morcèle le domaine en lots dont se portent acquéreurs  Messieurs Jean-Matthieu-René Bernage, propriétaire demeurant à Versailles, François-Martin Marreau, procureur syndic de Châteauneuf, Prugnaud, l'ancien régisseur de l'abbaye et quelques autres. À la deuxième adjudication dite définitive du 9 avril, la préférence est donnée à l'offre d'un particulier qui propose un prix supérieur pour l'ensemble du domaine. Il s'agit de M. Marin-Gabriel-Louis-François Perrier, ancien notaire à Paris et député à l'Assemblée constituante qui agit pour le compte de François Parmentier, ancien avocat demeurant à Paris.
Or celui-ci se révèle insolvable et le directoire du district de Châteauneuf doit procéder en juillet 1792 à une deuxième adjudication définitive. Cette fois, pour 225100 livres, le domaine échoit au Sieur François-Marie-Simon de Pâris, citoyen demeurant à Mainvilliers près de Chartres.
Pendant ce temps l'église de l'abbaye, ouverte à tous les vents, prend l'eau. Des carreaux ont été cassés. L'humidité pénètre le tableau ornant le dessus du maître-autel qui représente la Résurrection. 
Le curé et les marguilliers de Châteauneuf demandent avec insistance qu'il soit déplacé dans l'église du district, ce qui sera fait en avril 1792. La chaire et les deux statues de saint Vincent-Ferrier et de saint Jacques le Majeur y sont également transférées alors que la cloche est déposée à Saint-Maixme. 

Mobilier de l'église abbatiale transféré dans l'église du district
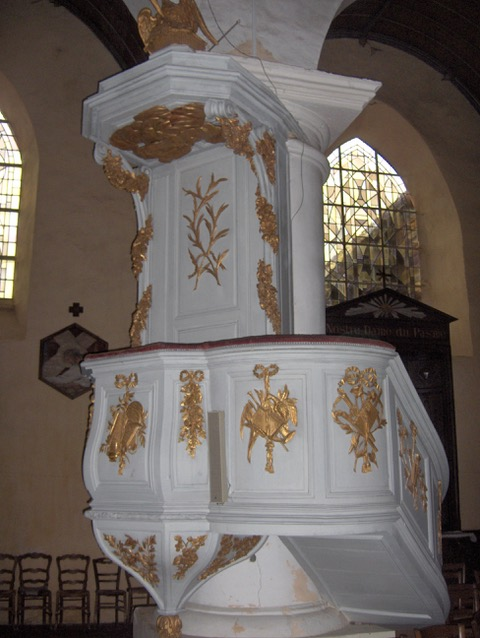
Chaire à prêcher Classé MH (1908)[14].
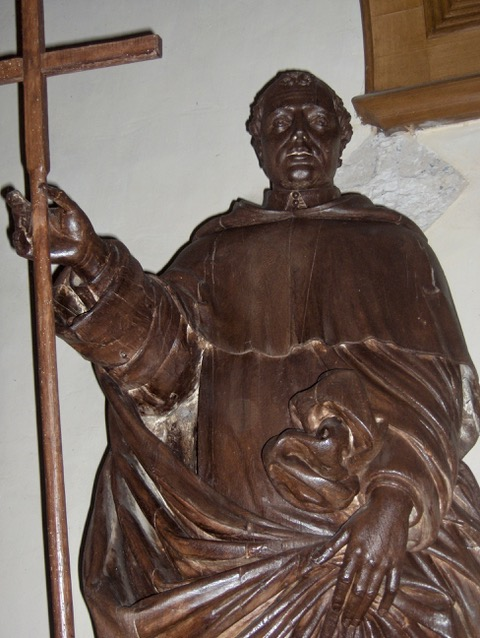
Statue de saint Vincent Classé MH (1997)[15].
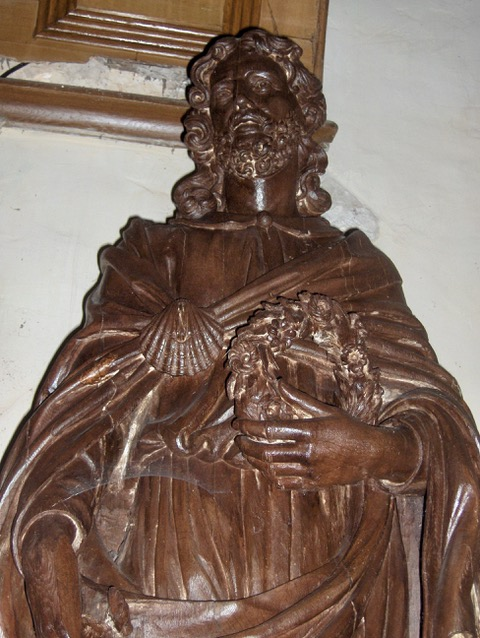
Saint Jacques le Majeur Classé MH (1997)[16].

### François-Marie-Simon de Pâris: nouveau propriétaire

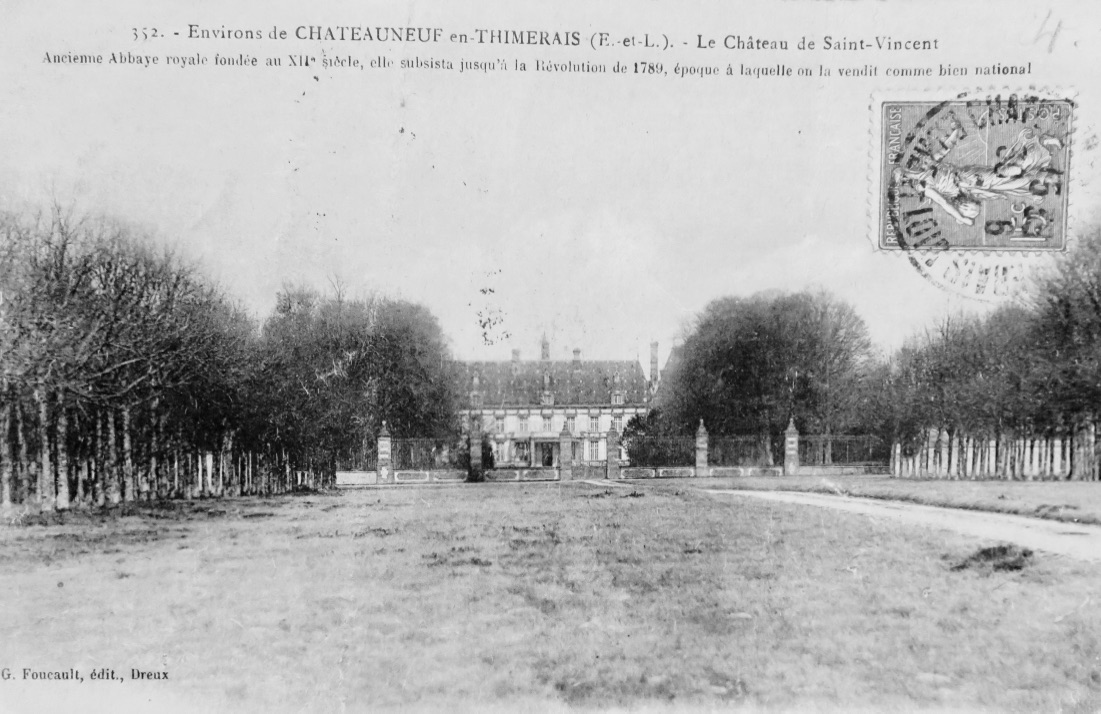
Carte postale ancienne représentant le château de Saint-Vincent-aux-Bois vers 1900 avant sa démolition.

François-Marie-Simon de Pâris, né le 31 août 1764, est  officier du régiment de Penthièvre de 1780 à 1786, chevalier d'honneur au bailliage et siège présidial de Chartres de 1786 à 1791, colonel de la garde nationale (France) de Mainvilliers de 1790 à 1792 et bibliothécaire de la bibliothèque de Chartres entre 1794 et 1797. En 1792, il est devenu  le propriétaire du domaine de Saint-Vincent, auquel il a annexé de nombreuses fermes dont celle de Saint-Jean-de-Rebervilliers, d'Ymerville, puis celle de La Rondelière à Saint-Maixme achetée un peu plus tard, le 4 novembre 1807 à M. Jean-Thomas du Thieulin ancien seigneur de Saint-Vincent.
Il devient au fil des années un des quinze plus gros propriétaires terriens du canton, payant 6000 à 7000 francs de contributions foncières. Il s'intéresse à l'instruction: il est membre du jury d'instruction d'Eure-et-Loir, du comité d'instruction du canton de Châteauneuf et inspecteur des écoles du canton. Il a fondé les quatre écoles mutuelles de Châteauneuf, Saint-Jean-de-Rebervilliers, Saint-Maixme et de Blévy et plusieurs écoles simultanées pour lesquelles il a dépensé 5000 francs.
Il est aussi membre de sociétés savantes et l'auteur de divers mémoires sur les antiquités druidiques et romaines. Il accomplit chaque année des voyages scientifiques. C'est donc l'homme de sciences qui, en 1819, s'inquiète du nombre de morts par épidémie et fièvres, d'où sa lettre au préfet dans laquelle il propose que soient autopsiés les corps afin que la science progresse. Enfin, il a exercé plusieurs mandats de maire à Saint-Maixme-Hauterive entre 1830 et 1848.
À Saint-Vincent, il s'attache à restaurer le corps d'abbaye. Il le dégage des constructions annexes plus élevées en rasant l'abbatiale qui avançait sur le flanc gauche et en ne gardant de l'église sur le flanc droit que l'abside réservée à sa chapelle privée. Édouard Lefèvre, chef de division à la préfecture de Chartres et membre correspondant du comité des travaux historiques et scientifiques, connaît personnellement François-Simon de Pâris et lui rend fréquemment visite dans ce château qu'il admire tant qu'il le compare aux palais de Palladio sur la Brenta. Il le décrit ainsi : « Un corps principal de neuf croisées, deux ailes en saillie avec six autres croisées, un étage au-dessus du rez-de-chaussée, terminé par des mansardes. Sur le comble s'élève un belvédère d'où l'on découvre un panorama de 150 km de circonférence. Trois vastes cours, closes de murs précédées d'une avenue de huit à neuf mille mètres de longueur. » Les grilles de la seconde cour sont toujours flanquées des deux pavillons de l'ancienne abbaye de Saint-Vincent. Dans les jardins, le nouveau propriétaire a fait creuser des bassins et des viviers et procéder à de judicieux nivellements qui procurent l'eau qui manquait jusqu'alors.
Mais ce qui impressionne le plus Édouard Lefèvre, ce sont les collections particulières de M. de Pâris logées dans les anciens dortoirs, l'ancien réfectoire et le corridor de l'ancienne abbaye. Des collections de toutes natures : archéologique, numismatique, minéralogique, géologique, des objets d'art, des Isis, des Sphinx, des canopes rapportés de voyage ou acquis par M. de Pâris, membre de plusieurs sociétés savantes. Quant à la bibliothèque, elle comporte 10 000 volumes en six langues. Édouard Lefèvre termine son article par cette invitation : « Hommes de Sciences et hommes de goût, allez visiter l'ancienne abbaye de Saint-Vincent-au-Bois, le propriétaire s'empressera de vous faire les honneurs de son musée. » 
À sa mort en 1854, la propriété passe à son gendre, M. Boudet de Pâris. En 1884, le château est démoli pour faire place à un château style XIXe siècle. 
Pendant la seconde guerre mondiale, il est occupé comme tant d'autres par les troupes d'occupation allemandes. Le temps passe, les terres sont achetées en 1970 par l'actuelle propriétaire qui fait raser ce dernier château. 

## Liste des abbés

### XIIesiècle
1. Geoffroi Ier vivait encore en 1150
2. Thibaud, secundus abbas
3. Hervé, une charte de Robert, comte de Dreux, constate qu'il vivait encore en 1171
4. Jean Ier obtint en 1182, du pape Alexandre III, une bulle pour son monastère
5. Baudri portait la crosse en 1185 d'après Robert comte de Dreux

### XIIIesiècle
1. Nicolas Ier. En 1218, Guérin, l'abbé de Josaphat, lui concéda à charge d'un cens annuel, quelques maisons situées à Chartres.
2. Jean II d'Amboise figure sur les titres de 1230 et est nommé en mai 1234 exécuteur testamentaire du comte de Dreux. L'église de Marville-les-Bois lui fut donnée en 1252.
3. Jacques. En 1255, il accorda au sacristain de Saint-Père de Chartres une certaine étendue de terrain sur la paroisse de Levasville, à la charge d'un revenu annuel de six setiers de froment. Sa mort arriva le 14 novembre 1278.
4. Pierre Ier de Marigni décéda le 14 novembre 1298.

### XIVesiècle
1. Raoul, ainsi que le constate le cartulaire de l'abbaye de Corneville, gouvernait en juin 1301 le monastère de Saint-Vincent aux Bois. Il mourut le 12 janvier 1309.
2. Nicolas II de Besard passa à une vie meilleure le 5 mars 1329.
3. Étienne de Marcouville, comme l'indique la Gallia christiana, mourut en 1333.
4. Gilles Matoul. L'incendie du monastère survenu au milieu des désordres de la guerre, le força à se réfugier à Chartres dans l'abbaye de Saint-Jean. C'est là qu'il sortit de ce monde le 15 septembre 1359.
5. Martin Ier rendit hommage à l'église de Chartres au mois de décembre 1361 et mourut le 12 décembre 1379.
6. Guillaume Ier Dagobert entra dans une meilleure vie le 28 septembre 1381.`
7. Pierre II des Pavillons. Son nom figure sur un acte du mois de janvier 1390 et sa mort eut lieu le 23 août 1399.

### XVesiècle
1. Jean III Trotet paraît le 20 mai 1400.
2. Geoffroy II Hamelin ne fit que passer sur la chaire abbatiale et mourut le 15 août 1400, peu de jours après son élection.
3. Jean IV le Marneur paraît pour la première fois au mois de novembre 1404. Forcé par le sort de la guerre de se retirer à Dreux, il y mourut le 26 juin 1436.
4. Michel Juliane décéda le 10 janvier 1451.
5. Jean V Allard promit obéissance à Pierre Bêchebien, évêque de Chartres, le 28 mars 1451 et mourut le 8 septembre 1458.
6. Guillaume II de Saint-Germain rendit hommage au même évêque le 12 novembre 1458 et décéda, regretté de ses religieux, le 16 juin 1466.
7. Jean VI Alleaume, élu le 5 septembre 1466, promit obéissance à Milon d'Illiers, évêque de Chartres, le 23 décembre de la même année et alla recevoir la récompense de ses travaux le 28 septembre 1483.
8. Robert Ier Sosson était curé de Courdemanche, lorsque les religieux l'élurent pour abbé. Milon d'Illiers lui donna la bénédiction abbatiale le 25 novembre 1483. Robert qui avait résigné ses fonctions avant 1502 mourut le 11 septembre 1510.

### XVIesiècle
1. Robert II de la Pille siégeait en 1502 et mourut le 31 juillet 1517.
2. Jean VII Richard résigna en 1534 la charge pastorale longtemps avant sa mort  et quitta ce monde le 29 juillet 1543.
3. Martin II Baucher. Né à Chartres et porté en 1534 au siège abbatial, il mourut au mois de janvier 1574. Sous son gouvernement, en 1562, l'abbaye fut de nouveau incendiée et les chanoines, pour échapper aux fureurs de la guerre, se virent contraints de se retirer à Dreux où ils demeurèrent pendant quinze années entières. Martin Baucher fut aussi abbé de Saint-Jean-en-Vallée et de Saint-Éloi-Fontaine au diocèse de Noyon. Après son décès, le roi Henri III donna l'abbaye au cardinal et évêque du Mans.
4. Charles d'Angennes de Rambouillet. En juin 1574, celui-ci nomma pour son vicaire général , tant au spirituel qu'au temporel, Pierre Titon, chanoine de Saint-Vincent-aux-Bois et curé de Saint-Jean-de-Rebervilliers, mais n'ayant pu obtenir de bulles en cour de Rome, il résigna en faveur du suivant.
5. Léonard le Fauconnier. Religieux de Saint-Étienne de Caen, il figure sur un titre de 1581 mais il ne fut pas plus heureux que son prédécesseur pour l'obtention de ses bulles. L'époque de son décès ne nous est point connue.
6. Philippe de Cachat. Nommé pour succéder à Léonard, Philippe qui était religieux profès de Lezat, au diocèse de Rieux ne parvint pas à se faire délivrer des bulles. Il figure dans un titre de 1595 et se démit en 1604.

### XVIIesiècle
1. Claude des Prez. Fils de Philippe des Prez, palefrenier du roi et de Marie de La Croix, il obtint l'abbaye dès son enfance et en attendant sa majorité, ses parents en administrèrent le temporel en son nom. Claude prit l'habit religieux à Saint-Vincent le 20 décembre 1604 et prononça ses vœux le 26 mars 1609. il résigna la charge abbatiale le 12 février 1616.
2. François de Douhault. Fils de Léon, seigneur du bois Douhault et de Claudie de Graffard, il obtint la commende de l'abbaye par brevet royal du 9 mars 1616. Ses bulles lui furent expédiées le 1er avril suivant à condition que, dès qu'il aurait atteint l'âge canonique (car il n'avait alors que douze ans) il serait élevé aux ordres sacrés et que, par suite de son décès ou de son abdication, l'abbaye retournerait à des abbés réguliers. François prit possession de la charge le 2 septembre 1616, revêtit l'habit régulier en 1624, fut à cette époque nommé de nouveau par le roi, à titre d'abbé régulier et mourut la même année.
3. Edmond de Douhault. Frère du précédent et chanoine régulier de Saint-Vincent-aux-Bois, il fut nommé par brevet royal, obtint des bulles le 24 janvier 1625 et décéda l'année suivante.
4. Bernardin de Douhault. Frère des deux abbés précédents, il fut nommé par Gaston d'Orléans et sur la présentation du roi, obtint des bulles le 21 novembre 1626, à cette condition qu'il resterait dans les ordres et serait promu au sacerdoce, aussitôt qu'il aurait atteint l'âge canonique. Bernardin ne prononça cependant ses vœux qu'en 1640. Elevé en 1661 au diaconat, il ne put recevoir la prêtrise par suite d'un tremblement continu du bras et de la main droite. Le 24 avril 1667, il appela dans son abbaye les chanoines réguliers de la Congrégation réformée de France et mourut le 25 novembre 1670.
5. Léon de Loynes de Villefavreux. Fils de Jules de Loynes, secrétaire du Roi, et de Jeanne Régnier, il prononça ses vœux en l'abbaye Sainte-Geneviève de Paris. Nommé par brevet royal du 9 janvier 1671, il obtint des bulles le 11 juin suivant et fut béni dans l'église des Célestins à Paris, 10 novembre 1673. Cet excellent abbé mourut d'une rétention d’urine le 26 décembre 1706 et sur son tombeau fut gravée une épitaphe à ses louanges.

### XVIIIesiècle
1. Aimé-Jean Solu de Villerault. Né en 1678, il devint chanoine régulier de la Congrégation de France, fut nommé par le Roi le 7 avril 1708 et bullé le 13 décembre 1709, resta abbé de Saint-Vincent jusqu'à son décès, survenu à l'âge de 80 ans le 16 février 1758. Dans une autre source[21]  il est noté prieur et abbé de septembre 1715 à 1721 puis abbé régulier jusqu'à son décès sauf que trois autres abbés sont nommés : Jean Dourlens ou Dourlan, abbé de Saint-Vincent  de septembre 1709 à septembre 1712, Jacques Chardon  abbé et prieur de Saint-Vincent de septembre 1730 à septembre 1742 puis Jean-Baptiste Martialot, abbé régulier et prieur, de septembre 1742 à août 1751, qui meurt à l'abbaye le 7 août 1757, à l'âge de 88 ans.
2. Guillaume André, sous-doyen de l'église de Chartres et vicaire général de ce diocèse, fut pourvu de l'abbaye par brevet royal du 27 mars 1758. (Ceci est confirmé dans la Gazette de 1758.)
3. René-Henri de Carbonnières de Saint-Brice. Issu d'une maison originaire du Limousin et né le 3 juin 1740, il était le quatrième fils de Jean-Baptiste, marquis de Carbonnières, comte de Saint-Brice, seigneur du Chambéry et de Repère, et de Marie-Louise de Rilhac, dame de Boussac. En 1771, il fut pourvu, dans la maison de Monsieur, comte de Provence, d'une charge d'aumônier  et obtint en 1781 la commende de l'abbaye de Saint-Vincent aux Bois. Il sera incarcéré avec son frère Jean-Charles, vicomte de Carbonnières, à la prison du Luxembourg et exécuté le 9 juillet 1794, victime de la sinistre « conspiration des prisons », plan diabolique et concerté du Comité de Sûreté générale consistant à purger les prisons par l’élimination systématique des détenus.